# عبد الله بن يقطر
عبد الله بن يقطر (توفي في 680) وبحسب بعض المصادر فقد رفض أن يلعن علياً وابنه الحسين فتم طرده من دار الخلافة وقُتل من حراس والي الكوفة عبيد الله بن زياد، بينما أدرجت مصادر أخرى اسم عبد الله ضمن شهداء معركة كربلاء.

## النسب
ولد في المدينة المنورة. عبد الله بن يقطر بن أبي عقب الليثي من ذرية بني ليث بن بكر بن عبد مناف بن كنانة.  وكان يُعرف بأخ الحسين بن علي بالرضاعة، أي أنهما رضعا من امرأة واحدة، وبسبب هذه العلاقة بالحسين، اعتبر ابن حجر العسقلاني انفرد بذكره ضمن الصحابة.

## سيرة شخصية
وعلى قول أكثر المؤرخين فإن والد عبد الله كان اسمه يقطر، لكن الطبري استثناء من ذلك، فسماه بقطر. واسم أمه ميمونة.

## سفيراً إلى الكوفة
يقول معظم المؤرخين أن الحسين أرسل عبد الله بن يقطر إلى الكوفة برسالة إلى مسلم بن عقيل يبلغه فيها بتوجه قافلة الحسين.

## مقتله
أمر ابن زياد بإلقاء عبد الله بن يقطر من سطح القصر. ولم يقتله ذلك، بل كسر عظامه وتركه يتألم بشدة، فنزل رجل وقطع رأسه، وعندما اعترض الناس في المنطقة على مقتله، قال الرجل إنه يريد ببساطة أن يريحه من آلامه، وذكر الطبري أن هذا الرجل هو عبد الملك بن عمير اللخمي.
وفي المقابل يروي ابن كثير نفس القصة لقيس بن مسهر. ويعتبر ابن كثير، أن قيس بن مسهر هو حامل الرسالة. وقد ذكر أيضاً عبد الله بن يقطر في الإرشاد ولكنه يعتبره خبراً ضعيفاً.
هذا فيما رواه ابن سعد أن عبد الله استشهد في أول يوم من قدوم الوالي الأموي ابن زياد إلى الكوفة قبل استشهاد مسلم بن عقيل. 